# Conciergerie privée
Pour les articles homonymes, voir Conciergerie.
 (décembre 2024).
Une conciergerie privée est une société d’assistance personnelle proposant à ses clients différents types de services liés à la vie quotidienne, sur le modèle des services proposés par les concierges traditionnels et au-delà. L'objectif affiché est de simplifier la vie des clients en leur permettant de gagner du temps.
Un service similaire se développe aujourd'hui en France, c'est celui d'assistant privé ou secrétaire personnel qui se concentre plus spécifiquement sur le classement des papiers, les démarches administratives et l'aide à la gestion du foyer. Plus récemment, des « e-conciergeries » — conciergeries digitales ou conciergeries en ligne — proposant des services dématérialisés sont apparues.
Le concept fait référence aux services comparables à ceux d’un concierge des hôtels de luxe, chargé de trouver une solution à tous les soucis pratiques, plutôt qu’à un concierge d’immeuble qui ne s’occupe traditionnellement que des parties communes et du courrier.

## Situation économique de la branche
Les services de conciergerie privée se sont fortement développés dans les années 2010, avec une croissance de 12 % par an entre 2013 et 2019, connaissant une stabilisation estimée à 0,5 % pour 2022. Les conciergeries dédiées aux locations de courte ou moyenne durée se sont également développées avec l'avènement de plateformes comme Airbnb ou Abritel.

## Conciergeries de quartier et conciergeries participatives
Il existe des plateformes numériques de conciergerie centrant leur activité à l'échelle d'un quartier ou d'un territoire spécifique. Leur modèle repose sur la mise en relation de l'offre et de la demande de services tout en mettant en avant un impact positif sur le lien social du territoire. Ces conciergeries de quartier affichent un but d'insertion sociale et professionnelle, comme Lulu dans ma rue, à Paris, ou Jours de Printemps, à Lyon. Des plateformes d'échange de services suivent un modèle plus participatif et entretiennent un objectif d'animation du quartier, comme la plateforme Récipro-cités à Asnières.

### Controverse
En 2022, un article de Mediapart pointe les limites de l'insertion sociale permise par une conciergerie de quartier à Paris. En effet, si le statut d'autoentrepreneur offre une latitude d'action mise en avant par ceux qui offrent leurs services sur la plateforme, l'insertion professionnelle de bénéficiaires du RSA ou de personnes sans domicile-fixe est limitée par une protection sociale incomplète liée au travail indépendant.

## Sources
- Conciergerie et family office
- Article sur les secrétaires personnels